# Eugalta lunata
Eugalta lunata là một loài tò vò trong họ Ichneumonidae.